# 森宣彦
森 宣彦（もり のぶひこ）は、日本の情報工学者・電子工学者。大阪工業大学名誉教授。工学博士（東京大学）。日本写真測量学会元評議員・関西支部総会2002幹事。
専門は、知能情報学、画像情報処理/解析、リモートセンシング・GIS。

## 略歴
1969年京都大学工学部電子工学科卒業。日本電気(NEC)にて画像情報処理/解析の研究に従事。東京大学生産技術研究所研究員などを経て、1993年工学博士（東京大学）。1996年大阪工業大学情報科学部に着任し、その後、同学部情報メディア学科教授。2016年同大学名誉教授。
情報科学部初期から20年の長きに渡り教鞭を執り、主に画像情報処理の研究育成に貢献した。
主な所属学会は、電子情報通信学会、情報処理学会、日本写真測量学会、視聴覚情報研究会、日本リモートセンシング学会。

## 主な研究
- 立体画像処理システムの開発とその応用[5]
- 立体画像のB/H比と抽出可能なリニアメントの関係[6]
- 3D表示を用いた正確な地形情報をGISに付加する新たな手法の開発
- リモートセンシングデータの画像解析
- リモートセンシング画像から作成された立体アニメーションの応用研究